# Zamarada justa
Zamarada justa là một loài bướm đêm trong họ Geometridae.